# ウォルター・スミス (サッカー選手)
ウォルター・ファーガソン・スミス（Walter Ferguson Smith OBE、1948年2月24日 -  2021年10月26日）は、スコットランド・ラナーク出身の元サッカー選手、サッカー指導者。

## 経歴
現役時代は、2シーズンをダンバートンFCでプレーしたほかはダンディー・ユナイテッドFCでプレーした。
引退後は指導者の道に進む。ジム・マクレーン監督率いるダンディー・ユナイテッドのアシスタントとして1983-84シーズンのUEFAチャンピオンズカップではベスト4に進出した。1986-87シーズンのUEFAカップでは準優勝した。1991-92シーズンから7シーズンにわたりレンジャーズFCの監督を務め、7度のリーグ制覇を成し遂げた。1992-93シーズンのUEFAチャンピオンズリーグではオリンピック・マルセイユに勝ち点1差でグループリーグ突破（決勝進出）を逃した。1998-99シーズンからはプレミアリーグ・エヴァートンFCの監督を務め、2003-04シーズンにはマンチェスター・ユナイテッドFCを率いるアレックス・ファーガソンのアシスタントを務めている。2004年、2年後のドイツ・ワールドカップ出場を目指すスコットランド代表監督に就任。
2007年1月10日、就任わずか7ヶ月で辞任したポール・ル・グエンの後任としてレンジャーズの監督に復帰。スコットランド代表監督を契約途中で辞任することになったため、一時協会が法的措置も辞さない構えをみせていたが収拾した。
2021年10月26日、73歳で死去。選手時代を過ごしたダンディー・ユナイテッドFCや、監督として指揮したレンジャーズFCとエヴァートンFC、そしてアレックス・ファーガソンのアシスタントを務めていたマンチェスター・ユナイテッドFCは、クラブの公式サイトで追悼の意を表した。

## 監督成績
2011年5月30日現在
| クラブ         | 国                 | 就任          | 退任          | 記録 | 記録 | 記録 | 記録 | 記録   |
| クラブ         | 国                 | 就任          | 退任          | 試合 | 勝ち | 分け | 負け | 勝率 % |
| -------------- | ------------------ | ------------- | ------------- | ---- | ---- | ---- | ---- | ------ |
| レンジャーズ   | スコットランドの旗 | 1991年4月16日 | 1998年5月31日 | 380  | 249  | 68   | 63   | 065.53 |
| エヴァートン   | イングランドの旗   | 1998年7月1日  | 2002年3月13日 | 168  | 53   | 50   | 65   | 031.55 |
| スコットランド | スコットランドの旗 | 2004年12月2日 | 2007年1月10日 | 16   | 7    | 5    | 4    | 043.75 |
| レンジャーズ   | スコットランドの旗 | 2007年1月10日 | 2011年5月15日 | 246  | 155  | 53   | 38   | 063.01 |
| 合計           | 合計               | 合計          | 合計          | 810  | 464  | 176  | 170  | 057.28 |

## タイトル

### 個人
- プレミアリーグ月間最優秀監督: 1999年9月[14]
- スコティッシュ・プレミアリーグ月間最優秀監督: 2007年8月,[15] 2008年1月,[16] 2008年3月,[17] 2009年4月,[18] 2009年12月,[19] 2010年8月[20]